# Walter Tetley
Walter Tetley est un acteur américain né le 2 juin 1915 à New York et décédé le 4 septembre 1975 à Los Angeles en Californie. Il est spécialisé dans l'interprétation de rôles d'enfants pendant la période classique de la radio, avec des rôles réguliers tels que celui de Leroy Foster dans The Great Gildersleeve ou encore celui de Julius Abbruzzio dans The Phil Harris-Alice Faye Show (en). Il fait également des doublages pour des séries animées, des publicités ou des albums narratifs. Il est principalement connu pour être la voix de Sherman dans la série Mr. Peabody (en) de Jay Ward.

## Filmographie

### Cinéma
- 1938 : A Trip to Paris : le vendeur de journaux
- 1938 : Barreaux blancs : Tommy Thrums
- 1938 : Sons of the Legion : Shifty
- 1938 : L'Évadé d'Alcatraz : le vendeur de journaux
- 1938 : Prairie Moon : Clarence Barton
- 1939 : Boy Slaves : Pee Wee
- 1939 : Le Cirque en folie (ou Sans peur et sans reproche) : le garçon avec un sucre d'orge
- 1939 : The Spirit of Culver : Hank
- 1939 : The Family Next Door : le garçon
- 1939 : Mélodie de la jeunesse : Rocks
- 1939 : Premier Amour : Willie
- 1939 : La Tour de Londres : Chimney Sweep
- 1940 : Police-secours (Emergency Squad) d'Edward Dmytryk : Matt
- 1940 : Framed : Murphy
- 1940 : Tom Brown étudiant : un étudiant
- 1940 : My Son, My Son ! : le vendeur de journaux
- 1940 : Military Academy : Cadet Blackburn
- 1940 : Under Texas Skies de George Sherman : Theodore
- 1940 : Elle est un ange : un garçon dans la foule
- 1940 : Boire et Déboires : le garçon du télégramme
- 1940 : Let's Make Music : Eddie
- 1941 : Ride, Kelly, Ride (en) de Norman Foster : un jockey
- 1941 : L'Île de l'épouvante (Horror Island) de George Waggner : un livreur
- 1941 : Le Diable s'en mêle
- 1941 : Out of the Fog : Buddy
- 1941 : Ève a commencé : un messager
- 1942 : Broadway : un messager de la Western Union
- 1942 : Vainqueur du destin : le livreur de gâteau
- 1942 : L'Agent invisible : le vendeur de journaux
- 1942 : Un drôle de lascar (A Yank at Eton)  : le vendeur de journaux
- 1942 : Moonlight in Havana : le vendeur de journaux
- 1942 : Thunder Birds: Soldiers of the Air : un messager
- 1942 : Deux Nigauds détectives : l'employé de l'ascenseur
- 1942 : Prisonniers du passé
- 1943 : The Gorilla Man : Sammy
- 1943 : It Comes Up Love : le livreur
- 1943 : Henry Aldrich Gets Glamour : un étudiant
- 1943 : Gildersleeve on Broadway
- 1943 : Mystery Broadcast : le vendeur de journaux
- 1944 : Jack l'Éventreur
- 1944 : Her Primitive Man : Bellhop
- 1944 : Pin Up Girl : le messager
- 1944 : Hollywood Parade : un soldat
- 1944 : Fish Fry : Andy Panda
- 1944 : Casanova le petit : l'assistant du fleuriste
- 1944 : Bowery to Broadway : un assistant
- 1945 : I'll Remember April : le facteur
- 1945 : La Cinquième Chaise : le responsable de l'ascenceur
- 1945 : Molly and Me : l'épicier
- 1954 : Jarretières rouges

### Télévision
- 1940 : The Woody Woodpecker Show : Andy Panda
- 1959 : The Best of Mr. Peabody & Sherman : Sherman (1 épisode)
- 1959-1963 : Rocky and His Friends : Sherman et autres personnages (163 épisodes)
- 1959-1963 : Peabody's Improbable History : Sherman (91 épisodes)
- 1969 : The Dudley Do-Right Show
- 1972 : A Christmas Story : Timmy